# アルボルズ・ハイスクール
アルボルズ・ハイスクール（Alborz High School、ペルシャ語:ダビーレスタネ・アルボルズ）はイランの都市テヘランにある高校。アルボルズ山脈にちなんで名前が付けられている。毎年2,000名以上の生徒が学ぶイランで古い高校である。1873年に米国の宣教師たちによりアルボルズ・ハイスクールが設立される。